# Ácido nitroacético
Ácido nitroacético é o composto químico com a fórmula (NO2)CH2CO2H. Este ácido carboxílico substituído é usado como um potential precursor do nitrometano, comumente usado como um combustível em dragsters e como um reagente orgânico em síntese química.

## Síntese
Ácido nitroacético pode ser sintetizado pela adição de ácido cloroacético frio em uma solução aquosa levemente alcalina fria, seguido pela mistura com solução de nitrito de sódio aquosa. É importante durante este procedimento não tornar a solução muito alcalina e mantê-la fria para evitar a formação de glicolato de sódio.

## Reações
Ácido nitroacético pode ser usado na produção de nitrometano pelo aquecimento de um sal correspondente para descarboxilação a 80 °C.